# William Makepeace Thackeray
William Makepeace Thackeray (Kalkutta, India, 1811. július 18. – London, 1863. december 24.) angol író.
A világirodalom egyik legjelentősebb írója. Angol regényíró a 19. századból. A maga korában roppant népszerű művei a kapitalizmus életformájának, erkölcseinek kegyetlen szatírái. Legjelentősebb művének, a Hiúság vásárának hősnője, Rebecca (Becky) Sharp, az egyik legvonzóbb szélhámos valamennyi irodalmi hős közül.
A sznob kifejezés mai értelme tőle származik.

## Élete
William Thackeray az indiai Kalkuttában született, ahol apja, Richmond Thackeray vezető tisztséget töltött be a Brit Kelet-indiai Társaságnál. Anyja, Anne Becher (1792–1864), Harriet és John Harman Becher második gyermeke, szintén a Társaságnál volt írnok.

## Művei
- Catherine (Catherine), 1839
- A nagy Hoggarty gyémánt (The great Hoggarty Diamond), 1841
- Sznobok könyve (The Book of Snobs), 1846
- Hiúság Vására (Vanity Fair), 1848
- Pendennis története, 1850
- Nemes Barry Lyndon úr emlékiratai (The Luck of Barry Lyndon), 1856
- Az özvegy Lovel (Lovel the Widower), 1860
- Henry Esmond története (The History of Henry Esmond), 1862
- A virginiai testvérek (The Virginians)

## Magyarul

### 1919-ig
- M. Vilmos Thackeray: Hiúság vására, 1-3.; ford. Sükey Károly; Récsi, Pest, 1853
- Esmond Henrik, Anna királynő ő felsége ezredesének önéletirata, 1-2.; ford. Szász Károly, Szász Béla; Kisfaludy Társaság, Pest, 1862
- A négy György. Kor-rajzi képek az angol udvari és városi életből; ford. Szász Béla; Ráth, Pest, 1867
- Thackeray víg elbeszélései, 1-2.; ford. Balázs Sándor; Kisfaludy Társaság, Pest, 1869–1870
- Pendennis története, jó és balszerencséje, barátjai és legnagyobb ellensége, 1-4.; ford. Fáy J. Béla; Légrády, Bp., 1876-1877
- Titmarsh Sámuel históriája. Regény; ford. ifj. Szinnyei József; Athenaeum, Bp., 1876
- M. Vilmos Thackeray: Hiúság vására. Regény hős nélkül, 1-2.; ford. Récsi Emil; Franklin, Bp., 1888
- A négy György. Korrajzi képek az angol udvari és városi életből; ford. Szász Béla; Ráth, Bp., 1893 (A magyar nemzet családi könyvtára)
- Hiúság vására, 1-2.; ford. Gineverné Győry Ilona; Révai, Bp., 1905 (Klasszikus regénytár)
- Titmarsh Sámuel története vagy A nagy Hoggartygyémánt. Elbeszélés; ford. Halasi Andor; Athenaeum, Bp., 1919

### 1920–1944
- Hiúság vására. Regény, amelynek nincs hőse, 1-2.; ford. Salgó Ernő; Az Est–Pesti Napló, Bp., 193? (Filléres klasszikus regények)
- A sznobok könyve; ford. Gál Andor, bev. Császár Elemér; Franklin, Bp., 1930 (Élő könyvek. Külföldi klasszikusok)
- Hiúság vására, 1-2.; ford. Devecseri Emilné Guthy Erzsi; Grill, Bp., 1943 (Grill klasszikus regényei)
- A hiúság vására. Regény hősök nélkül, 1-2.; ford. Vas István, bev. Schöpflin Aladár; Franklin, Bp., 1943 (A regényírás mesterei)

### 1945–
- Henry Esmond története. Regény; ford., bev. Vas István; Szépirodalmi, Bp., 1952
- A nagy Hoggarty gyémánt. Regény; ford. Vas István; Szépirodalmi, Bp., 1954 (Olcsó könyvtár)
- Nemes Barry Lyndon úr emlékiratai; ford. Rákosi Zoltán, jegyz. András László; Új Magyar Kiadó, Bp., 1956
- A virginiai testvérek. Regény, 1-2.; ford. Vas István, jegyz. Gyárfás Endre; Európa, Bp., 1962
- Sznobok könyve; ford. Illés László, jegyz. Kovács Endre, ill. a szerző; Európa, Bp., 1963
- Hiúság vására. Tragikomédia; William Thackeray Vanity fair c. regényét színpadra alkalmazta I. V. Iljinszkij, ford. Csoma Sándor; Színháztudományi Intézet, Bp., 1964 (Világszínház)
- Egy kisdiák emlékei; ford. Ruttkay Kálmán; in: Hagyomány és egyéniség. Az angol esszé klasszikusai; vál. Európa Könyvkiadó munkaközössége, közrem. Ruttkay Kálmán, Ungvári Tamás, utószó Abody Béla, jegyz. Abádi Nagy Zoltán; Európa, Bp., 1967
- Pendennis jó és rossz sorsának, barátainak és legnagyobb ellenségének története, 1-2.; ford. Göncz Árpád; Európa, Bp., 1972 (A világirodalom remekei 4.)
- Kisregények; ford. László Balázs, Vas István, Szilágyi Tibor, jegyz. Ruttkay Kálmán; Magyar Helikon–Európa, Bp., 1973 (William Makepeace Thackeray művei)
- A Newcome család, 1-2.; ford. Róna Ilona, versford. Petra-Szabó Gizella, jegyz. Ruttkay Kálmán; Magyar Helikon–Európa, Bp., 1974 (William Makepeace Thackeray művei)
- A rózsa és a gyűrű meséje; ford. Korda István; Creanga, Bukarest, 1974
- A rózsa és a gyűrű; ford. Apostol András; Móra, Bp., 1978
- Sznobok könyve. Esszék, vázlatok, levelek, 1-2.; ford. Bart István et al., versford. Ferenc Győző, vál. Ruttkay Kálmán; Magyar Helikon, Bp., 1979 (William Makepeace Thackeray művei)